# Università federale di Pernambuco
L'Universidade Federal de Pernambuco (UFPE) è un'università pubblica brasiliana sita a Recife, capoluogo del Pernambuco.

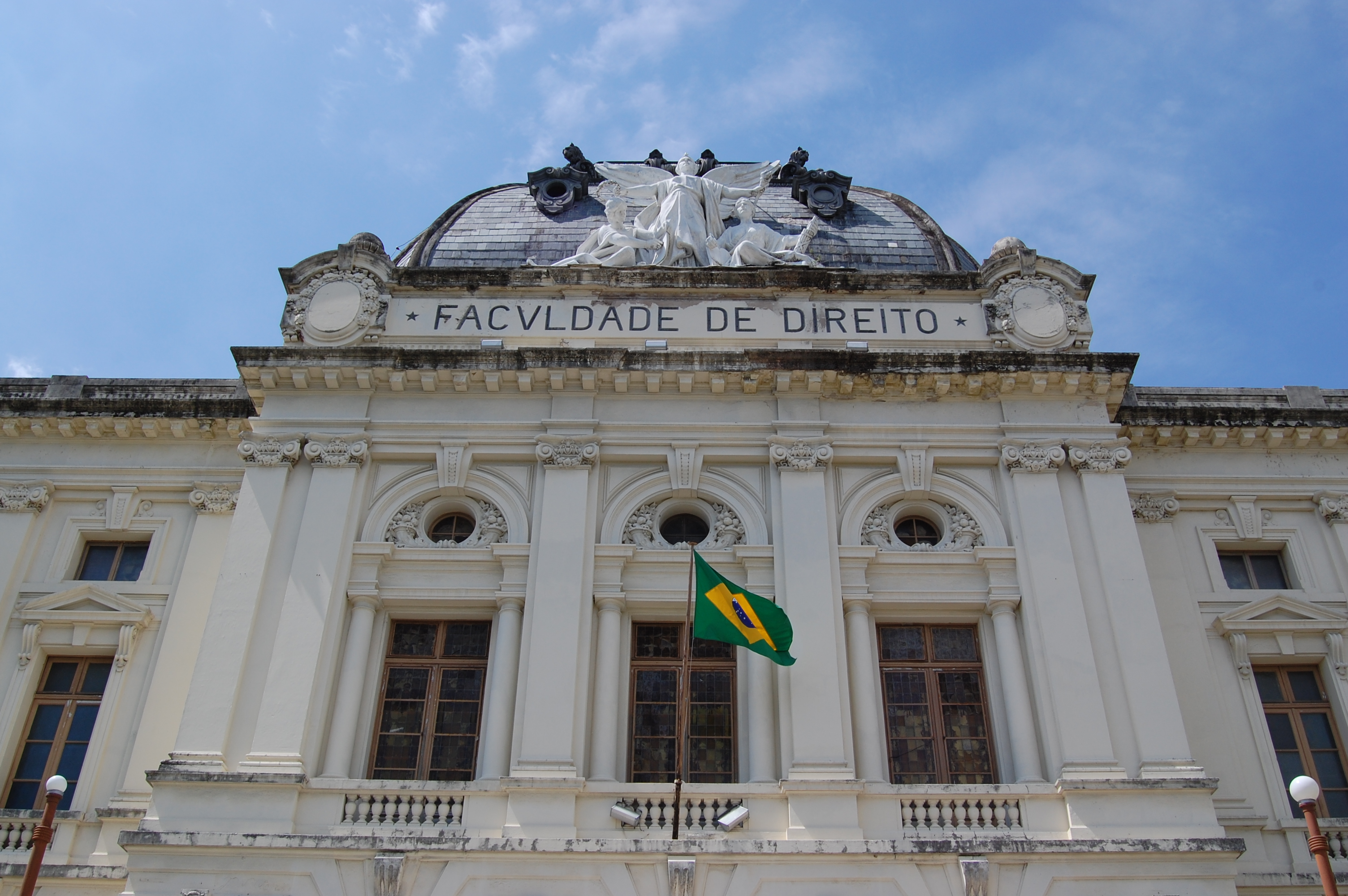
Facoltà di Diritto della Universidade Federal de Pernambuco